# Geoffroy Ier de Marseille
Geoffroy Ier de Marseille (av.1019 (1015 ?) - ap.1079 (1091 ?)), vicomte de Marseille.

## Biographie
Geoffroy Ier de Marseille, appelé aussi Jaufre Ier nait dans les années 1010-1019 ; il est le fils du vicomte de Marseille, Guillaume II, et d'Aiceline ou Accelina de Fos. En 1048, il prête serment, ainsi que son frère Aicard au comte de Provence, Geoffroi Ier de Provence pour l'assurer dans la reconquête de la seigneurie d'Aix possédée par son père Guilhem III jusqu'en 1018. En 1045, il épouse Rixendis de Millau de la famille des vicomtes de Millau. Il a plusieurs enfants dont Pons de Peynier, vicomte de Marseille, et Aicard, archevêque d'Arles.

## Généalogie
```
Guillaume II
 (av.977 (970 ?) - ap.1045 (1050 ?)), 
vicomte de Marseille
 
 ????  ép. Aiceline ou 
Accelina de Fos
 (v.975 - v.1018)
       │
       ├─ Aicard, vicomte de Marseille ; décédé après 
1065
.
       ├─ 
Guilhem III
 dit 
le Jeune
, vicomte de Marseille ; décédé en 
1085
.
       └─ 
Geoffroy 
I
er
 (v.1015 - v.1091), vicomte de Marseille 
          1045  ép. Rixindis de Millau (av.1035 - ap.1079)
                │
                ├─ Jaufre II (av.1050 - ap.1079)
                ├─ 
Aicard
(v.1050 - v.1113), 
archevêque d'Arles
 (1070-1080)
                ├─ Uc alias Uc Jaufre 
I
er
 (av 1050 - ap.1110), vicomte de Marseille
                │  ....  ép. Doucelina alias Dulciana (av.1110 - ap.1135)
                │        │
                │        └─ 
Branche des Toulon-Trets
 
                ├─ Azalaïs, moniale à 
Saint-Sauveur
 de Marseille (1077) ?
                ├─ Raimon (1079)
                ├─ 
Pons de Peynier
, vicomte de Marseille (1079-1122)
                │  ....  ép. Garejada (av.1121 - ap.1155)                 
                │        │
                │        └─ 
Branche de Marseille
 
                ├─ Fouque, moine de 
Saint-Victor
 (1079-1103)
                └─ 
Peire Jaufre
, moine  de Saint-Victor (av.1079 - ap.1104), 
                   
archevêque d'Aix
 
                   (1082-1099 ou 1102), retiré à Saint-Victor (1099 ou 1102-ap.1104) 
 1024  ép. Stéphanie des Baux-Rians
```